# Lila Latrous
Lila Latrous (tiếng Ả Rập: ليلى العتروس; sinh ngày 15 tháng 7 năm 1979) là một Judoka người Algérie, người chơi cho hạng mục nhẹ. Cô là nhà vô địch bốn lần tại Giải vô địch Judo châu Phi, và là một huy chương đồng tại Đại hội Thể thao Địa Trung Hải năm 2009 tại Pescara, Ý. Cô cũng đã giành được một huy chương vàng trong cùng một bộ phận tại Đại hội Thể thao toàn châu Phi 2007 ở Algiers.
Latular đã ra mắt chính thức cho Thế vận hội Mùa hè 2004 tại Athens, nơi cô đã thua trận đấu sơ bộ đầu tiên của hạng nhẹ nữ (57 kg), với một ippon và okuri eri jime (siết cổ áo trượt), cho cựu huy chương đồng Olympic Liu Yuxiang.
Tại Thế vận hội Mùa hè 2008 ở Bắc Kinh, Latular đã thi đấu lần thứ hai trong hạng cân 57 kg nữ. Cô lại thua trận sơ bộ đầu tiên bởi một ippon trước Judoka Xu Yan. Không giống như Thế vận hội trước đây của cô, Latious đã đưa ra một phát bắn khác cho huy chương đồng bằng cách tham gia các vòng thi đấu lại. Thật không may, cô đã bị đánh bại trong trận đấu đầu tiên bởi Nina Koivumäki của Phần Lan, người đã ghi thành công một koka và một số điểm vàng trong khoảng thời gian năm phút.